# Мендес (муниципалитет)
Ме́ндес (исп. Méndez) — муниципалитет в Мексике, штат Тамаулипас с административным центром в одноимённом посёлке. Численность населения, по данным переписи 2010 года, составила 4530 человек.

## Общие сведения
Название Méndez дано в честь генерала Педро Хосе Мендеса, родившегося в этом штате.
Площадь муниципалитета равна 2533 км², что составляет 3,16 % от общей площади штата, а наивысшая точка — 241 метр, расположена в поселении Ла-Махада.
Он граничит с другими муниципалитетами штата Тамаулипас: на севере с Рейносой и Рио-Браво, на востоке с Сан-Фернандо, на юге с Бургосом, а на западе с другим штатом Мексики — Нуэво-Леоном.

## Учреждение и состав
Муниципалитет был образован в 1869 году, в его состав входит 160 населённых пунктов, самые крупные из которых:
| Код INEGI | Населённый пункт                                                                                         | Численность населения (2005 год) | Численность населения (2010 год) |
| --------- | --- | -------------------------------- | -------------------------------- |
| 023       | Всего | 4785                             | 4530                             |
| 0001      | Мендес (исп. Méndez) 25°07′03″ с. ш. 98°35′11″ з. д.                                                     | 789                              | 864                              |
| 0372      | Педро-Хосе-Мендес (исп. Pedro José Méndez) 25°20′23″ с. ш. 98°12′46″ з. д.                               | 478                              | 461                              |
| 0385      | Сан-Лоренсо-де-Карденас-Гонсалес (исп. San Lorenzo de Cárdenas González) 25°25′03″ с. ш. 98°13′10″ з. д. | 339                              | 299                              |
| 0050      | Эль-Лобо (Ла-Эскондида) (исп. El Lobo (La Escondida)) 25°03′09″ с. ш. 98°39′44″ з. д.                    | 261                              | 221                              |
| 0374      | Ла-Пурисима (исп. La Purísima) 25°19′14″ с. ш. 98°08′26″ з. д.                                           | 164                              | 186                              |

## Экономика
По статистическим данным 2000 года, работоспособное население занято по секторам экономики в следующих пропорциях: сельское хозяйство, скотоводство и рыбная ловля — 58,8 %, промышленность и строительство — 15,6 %, сфера обслуживания и туризма — 24,3 %, прочее — 1,3 %.

## Инфраструктура
По статистическим данным 2010 года, инфраструктура развита следующим образом:
- электрификация: 89,2 %;
- водоснабжение: 66,2 %;
- водоотведение: 40,8 %.